# Manuel Bravo Paredes
Manuel Bravo Paredes (17 de febrero de 1897-Viña del Mar, 7 de noviembre de 1974) fue un futbolista chileno que jugaba de delantero centro.
Participó en la gira internacional de Colo-Colo en 1927 y como seleccionado nacional en los Juegos Olímpicos de Ámsterdam 1928.

## Trayectoria
Sus inicios en el futbol fueron en el Unión Coquimbo de la liga de fútbol de Antofagasta, siendo uno de los delanteros titulares del equipo que tuvo un poderío avasallador, al proclamarse campeón de la liga durante seis años seguidos.
Después se trasladó a Valparaíso para integrarse a las filas del Santiago Wanderers que jugaba en la Liga de Valparaíso. Estuvo durante 6 temporadas en el equipo.
Luego se unió al Everton y se convirtió en pieza importante del equipo en el título de la Liga de Valparaíso.
También actuó como refuerzo del Colo-Colo que realizó la gira internacional por América y Europa en el año 1927.

## Selección nacional
Fue internacional con la selección chilena entre los años 1922 y 1928, participó en una edición del Campeonato Sudamericano y en una edición del Torneo Olímpico de Fútbol. Disputó cuatro partidos oficiales en los que anotó dos goles, además participó en cinco partidos no oficiales en los que anotó un gol, su participación final fue de nueve partidos y tres goles.
Fue convocado por primera vez por el entrenador Juan Carlos Bertone para participar en el Campeonato Sudamericano de 1922, fue titular en los tres primeros partidos, faltando al cuarto por lesión.
Luego fue seleccionado para el Torneo Olímpico de Fútbol 1928, no participó en el encuentro frente a Portugal. Luego Chile participó en el torneo de consuelo, solo disputó el partido ante Países Bajos y anotó el primer gol del partido.

### Participaciones en Juegos Olímpicos
| Torneo                  | Sede         | Resultado        | Partidos | Goles |
| ----------------------- | ------------ | ---------------- | -------- | ----- |
| Juegos Olímpicos 1928   | Ámsterdam    | Ronda preliminar | 0        | 0     |
| Torneo de Consuelo 1928 | Países Bajos | Campeón          | 1        | 1     |
| Total                   | Total        | Total            | 1        | 1     |

### Participaciones en el Campeonato Sudamericano
| Torneo                       | Sede   | Resultado    | Partidos | Goles |
| ---------------------------- | ------ | ------------ | -------- | ----- |
| Campeonato Sudamericano 1922 | Brasil | Quinto lugar | 3        | 1     |
| Total                        | Total  | Total        | 3        | 1     |

### Partidos internacionales
| 1     | 17 de septiembre de 1922 | Estadio das Laranjeiras, Río de Janeiro, Brasil | Brasil       | 1-1 | Chile |   | Campeonato Sudamericano 1922     |
| 2     | 23 de septiembre de 1922 | Estadio das Laranjeiras, Río de Janeiro, Brasil | Uruguay      | 2-0 | Chile |   | Campeonato Sudamericano 1922     |
| 3     | 28 de septiembre de 1922 | Estadio das Laranjeiras, Río de Janeiro, Brasil | Argentina    | 4-0 | Chile |   | Campeonato Sudamericano 1922     |
| 4     | 8 de junio de 1928       | Stadion Spangen, Róterdam, Países Bajos         | Países Bajos | 2-2 | Chile |   | Torneo de Consuelo Olímpico 1928 |
| Total |                          |                                                 | Presencias   | 4   | Goles | 2 |                                  |

| 1     | 11 de octubre de 1922 | Estadio Villa Belmiro, Santos, Brasil             | Combinado de Santos-São Paulo | 1-3 | Chile |   | Amistoso |
| 2     | 20 de junio de 1928   | Sportplatz at Rothenbaum, Hamburgo, Alemania      | Hamburgo                      | 3-4 | Chile |   | Amistoso |
| 3     | 22 de junio de 1928   | VfB Stadion, Leipzig, Alemania                    | Selección de Leipzig          | 3-2 | Chile |   | Amistoso |
| 4     | 23 de junio de 1928   | Müngersdorfer Stadion, Colonia,Alemania           | Selección de Colonia          | 1-2 | Chile |   | Amistoso |
| 5     | 27 de junio de 1928   | Stade Olympique Yves du Manoir, Colombes, Francia | Red Star Olympique            | 4-3 | Chile |   | Amistoso |
| Total |                       |                                                   | Presencias                    | 5   | Goles | 1 |          |

## Clubes
| Club               | País  | Año         |
| ------------------ | ----- | ----------- |
| Unión Coquimbo     | Chile | 1917 - 1923 |
| Santiago Wanderers | Chile | 1924 - 1926 |
| Colo-Colo          | Chile | 1927        |
| Santiago Wanderers | Chile | 1927 - 1930 |
| Everton            | Chile | 1931        |

## Palmarés

### Torneos locales
| Título             | Club           | País  | Año  |
| ------------------ | -------------- | ----- | ---- |
| Liga Antofagasta   | Unión Coquimbo | Chile | 1917 |
| Liga Antofagasta   | Unión Coquimbo | Chile | 1918 |
| Liga Antofagasta   | Unión Coquimbo | Chile | 1919 |
| Liga Antofagasta   | Unión Coquimbo | Chile | 1920 |
| Liga Antofagasta   | Unión Coquimbo | Chile | 1921 |
| Liga Antofagasta   | Unión Coquimbo | Chile | 1922 |
| Liga de Valparaíso | Everton        | Chile | 1931 |